# José Devaca
José Ricardo Devaca Sánchez (Capiatá, 18 settembre 1982) è un ex calciatore paraguaiano, di ruolo difensore.

## Caratteristiche tecniche
È un difensore centrale.

## Palmarès

### Club
- Campionato argentino: 1

Banfield: 2009 (A)
- Campionato argentino di seconda divisione: 1

Banfield: 2012-2013

### Nazionale
- Argento olimpico: 1

Atene 2004